# Josef Smrkovský
Josef Smrkovský (26 février 1911 - 15 janvier 1974) est un homme politique tchécoslovaque, membre du courant réformiste du Parti communiste tchécoslovaque durant le Printemps de Prague en 1968.

## Jeunesse
Josef Smrkovský naît dans une famille d'agriculteurs à Velenka, près de Nymburk. Adulte, il commence à travailler en tant que boulanger, devient assez rapidement secrétaire de l'Internationale syndicale rouge (de 1930 à 1932), et s'engage dans le mouvement communiste. Il rejoint le parti communiste tchécoslovaque (KSČ) en 1933 et part étudier la politique en URSS. À son retour, Smrkovský devient secrétaire du KSČ à Brno (de 1937 à 1938).

## Seconde Guerre mondiale
Durant la Seconde Guerre mondiale, Smrkovský travaille pour la résistance communiste à l'occupation allemande et en devient finalement membre du comité central. En mai 1945, en tant que membre du Conseil national tchèque (ČNR), il négocie un accord de capitulation avec les soldats allemands à Prague. Il est célèbre (et régulièrement cité) pour avoir empêché la libération de Prague via Pilsen par l'armée américaine – ce qu'il a déclaré publiquement dans les années 1960.

## Février victorieux et emprisonnement politique
Alors que le Conseil national tchèque est dissous et que ses membres sont très impopulaires auprès des autorités soviétiques, Smrkovský est coopté par le présidium du Comité central du KSČ. Il est alors président du Fonds pour la propriété des terres, et en 1946 il est élu membre du Parlement. Lors de la crise du gouvernement en février 1948, il sert en tant que commandant de la Lidové milice (Milice du peuple) et a soutenu le Coup de Prague. Il trouve ensuite du travail au Ministère de l'agriculture.
En 1951, Smrkovský est arrêté et condamné à la prison à vie pour avoir coopéré avec la "conspiration du centre", autour de Rudolf Slánský. Il est libéré en 1955 et entièrement réhabilité en 1963.

## Printemps de Prague

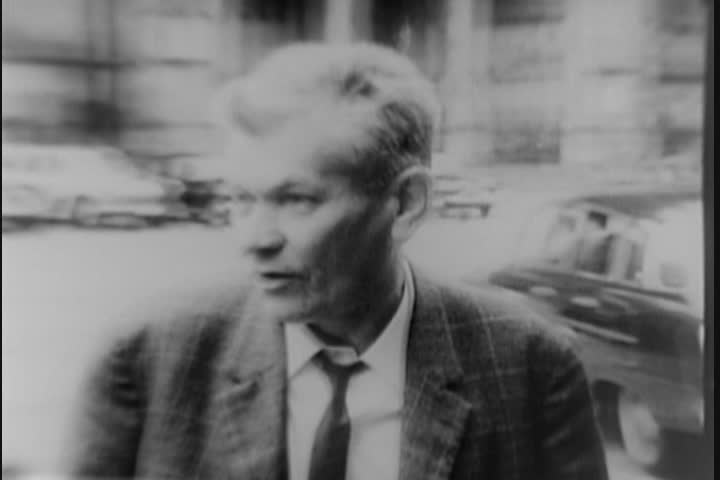
Josef Smrkovsky.

Après sa libération, Smrkovský travaille comme chef d'une coopérative agricole (JZD Pavlovice). En 1963, il est nommé dans différents ministères, devenant finalement Ministre des forêts et de l'eau.
Smrkovský a contribué au mouvement de réforme de 1968 d'une manière particulière. Il n'a pas seulement soutenu la démission d'Antonín Novotný de son poste de leader du parti communiste, mais le discours de Smrkovský fin janvier 1968 a montré le réel impact de l'élection d'Alexander Dubček comme Premier secrétaire. Smrkovský est désigné à la tête du Parlement en avril 1968, et en orateur talentueux il devient (avec Dubček) l'un des politiciens les plus populaires de l'époque. Il prend position en faveur des réformes démocratiques tout en maintenant une idéologie communiste, et supporte le rôle prééminent du KSČ à la tête du pays.

## Occupation soviétique
Smrkovský et les principaux représentants de la réforme sont déportés à Moscou où ils sont invités à signer le Protocole de Moscou (seul František Kriegel refuse). À son retour, Smrkovský essaye sans succès d'empêcher le parti staliniste de prendre le pouvoir. Il est rétrogradé à la demande de Gustáv Husák, suspendu du KSČ, et largement dénoncé. En 1971 il participe à l'anniversaire de Bohumil Hrabal. Il décède en 1974, et est enterré sous la surveillance de la police. La lettre de condoléances envoyée par Dubček aux proches de Smrkovský est publiée dans le quotidien italien Giorni - Vie Nuove et reproduite dans Le Monde et le New York Herald Tribune.